# 山上藩
山上藩（やまかみはん）は、近江国（現在の滋賀県東近江市山上町）に存在した藩。藩庁は山上陣屋。

## 概要
山上は近江国と伊勢国を結ぶ要衝地帯であった。豊臣氏時代には杉原家次や浅野長政、織田信高らが領していた。徳川氏の時代に入ると元和5年（1619年）10月21日に譜代の家臣である上野高崎藩主安藤重信の領地となった。元禄8年（1695年）5月1日、安藤重博が老中に栄進したため備中松山藩に移封され、山上は幕府直轄領となった。
元禄11年3月7日（1698年4月17日）、若年寄であった稲垣重定が常陸国から移封されたため、山上藩が立藩した。所領石高は1万3000石であった。重定の時代に奉行制度などの藩政が確立したが、第3代藩主稲垣定享の時代には江戸の大火で上下両屋敷が焼失して出費が相次いだため、定享は質素倹約や新田開発を主とした藩政改革を断行したが、効果が見込めず、また定享自身が若死にしたため、失敗に終わった。その後は天明の大飢饉による寒冷で凶作・飢饉が相次いで藩財政は窮乏していった。また、歴代藩主の多くが若年寄や大坂加番、大番頭や奏者番などの要職を歴任したことも、かえって藩財政の出費を著しいものとする遠因となった。
幕末期、第8代藩主の稲垣太清は大番頭や大坂定番、海軍奉行などの要職を歴任して佐幕派の立場を貫いたが、明治維新頃から太清が病に倒れて稲垣太祥が代理として藩政を執り始めた頃から新政府側に与するようになった。そして明治2年（1869年）の版籍奉還で、太清は隠居して太祥が藩知事となった。その後、山上藩では民政局、裁判所、藩校である文武館などが創設されるなどの改革が行なわれたが、明治4年（1871年）7月の廃藩置県で山上藩は廃藩となって山上県となる。同年11月、山上県は大津県に吸収され、翌年には滋賀県に編入された。藩主家である稲垣氏は、子爵に任じられた。

## 歴代藩主
稲垣家
譜代 1万3000石
1. 重定（しげさだ）【元禄11年（1698年）3月7日藩主就任 - 宝永4年（1707年）11月10日死去】
2. 重房（しげふさ）【宝永5年（1708年）1月5日藩主就任 - 享保5年（1720年）3月4日死去】
3. 定享（さだみち）【享保5年4月26日藩主就任 - 元文5年（1740年）4月25日死去】
4. 定計（さだかず）【元文6月21日藩主就任 - 寛政4年（1792年）11月18日隠居】
5. 定淳（さだあつ）【寛政4年11月20日藩主就任 - 文政6年（1823年）9月5日隠居】
6. 定成（さだなり）【文政7年（1824年）3月8日藩主就任 - 天保5年（1834年）10月10日隠居】
7. 太篤（もとあつ）【天保5年12月16日就任 - 万延元年（1860年）5月28日隠居】
8. 太清（もときよ）【万延元年8月6日藩主就任 - 明治2年（1869年）6月22日隠居】
9. 太祥（もとよし）【明治2年6月23日藩知事就任 - 明治4年7月15日免官】

## 幕末の領地
- 近江国
  - 野洲郡のうち - 5村（うち1村を大津県に編入）
  - 甲賀郡のうち - 9村
  - 蒲生郡のうち - 4村
  - 神崎郡のうち - 8村
  - 坂田郡のうち - 1村
  - 浅井郡のうち - 1村（朝日山藩に編入）